# Soutiers
Soutiers korábbi község Franciaországban, Deux-Sèvres megyében. 
Lakosainak száma 265 fő (2018. január 1.). Soutiers Beaulieu-sous-Parthenay, Pompaire, Saint-Pardoux, Le Tallud és Vouhé községekkel határos.
2019. január 1-jén Saint-Pardoux korábbi községgel egyesült és az így létrejött Saint-Pardoux-Soutiers új község része lett.

## Népesség
A település népessége az elmúlt években az alábbi módon változott:
| Lakosok száma | 271  | 277  | 288  | 276  | 265  |
|               | 2013 | 2015 | 2016 | 2017 | 2018 |